# Batalla de Bahía
La batalla de Bahía fue una batalla de la Guerra del Acre, entre Bolivia y Brasil. Se libró el 11 de octubre de 1902 en torno al área del arroyo Bahía, ubicado en la actual ciudad boliviana de Cobija. Culminó con la recuperación de Bahía por parte del ejército boliviano, la captura de Bahía y la retirada de las fuerzas brasileñas hacia la población de Xapuri.

## Antecedentes

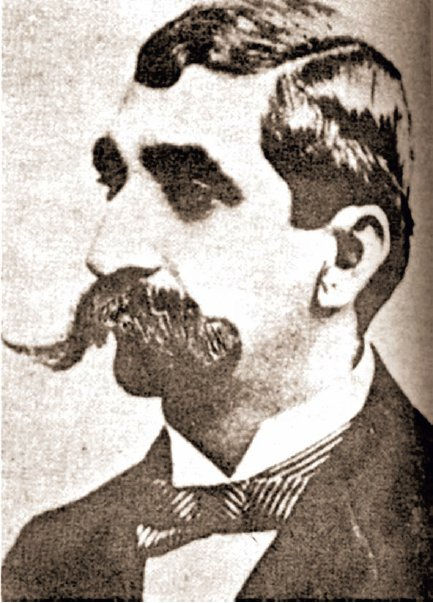
Foto del empresario siringuero boliviano Nicolás Suárez Callaú, líder de la Columna Porvenir.

El 4 de octubre de 1902 el pionero colonizador boliviano Nicolás Suárez Callaú organizó la defensa de sus barracas ante la penetración de los brasileños. Para esto conformó lo que se conoce como la Columna Porvenir en la localidad de Porvenir, en base a los peones siringueros de las barracas, en su mayoría indígenas de la etnia Tacana que habitan los bosques amazónicos de Bolivia.
El 9 de octubre la Columna Porvenir partió desde Porvenir hacia Bahía junto a los capitanes militares Federico Román Calderón, Ignacio Paz, Gonzalo Moreno y Manuel María Tobar. Estos llegaron el 10 de octubre para iniciar la batalla hasta el día siguiente. Las tropas bolivianas a una distancia de 500 metros de las fuerzas brasileñas, en la margen opuesta del arroyo Bahía.
Dentro de la columna se encontraba el indígena del pueblo tacana, Bruno Racua, originario de Ixiamas en la Amazonía boliviana.

## Desarrollo
Al amanecer del 11 de octubre de 1902, Bruno Racua, que era un experto flechero, lanzó flechas incendiarias al barracón de madera donde estaban asentados los brasileños y destruyó un arsenal de armas. Para la batalla de Bahía el ejército de Bolivia contaba con 1200 hombres mientras que el de Brasil contaba con unos 5000 hombres, según algunas fuentes, mientras que otras afirman que en la batalla solo había 80 combatientes bolivianos.

## Resultados

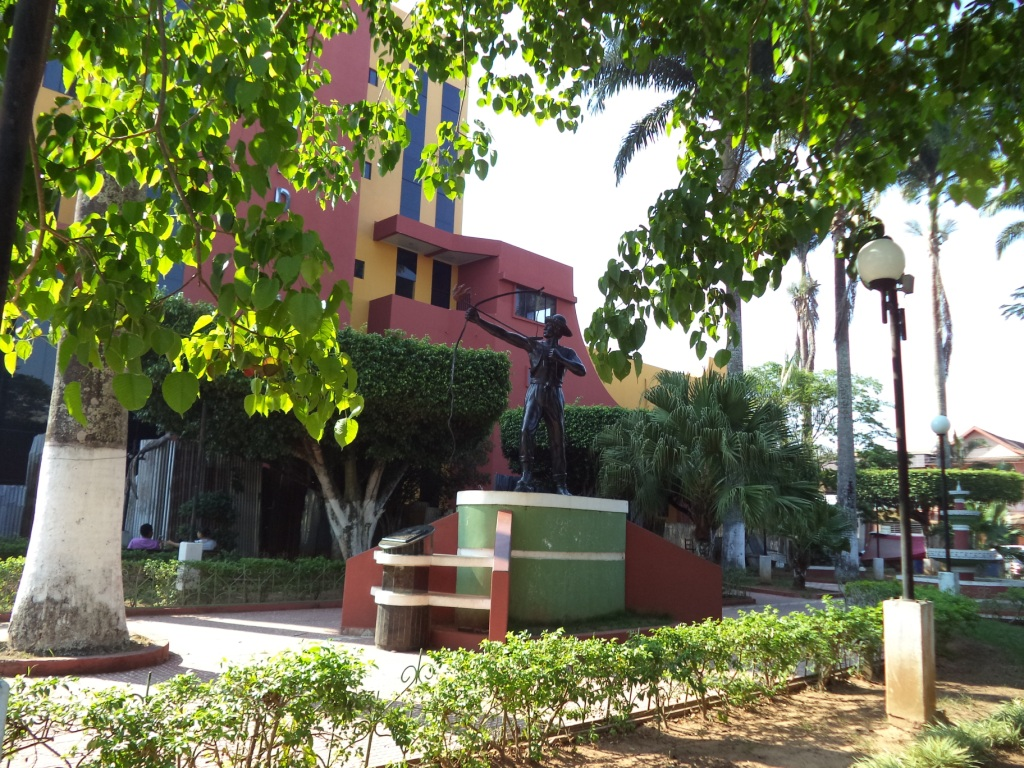
Monumento al combatiente Bruno Racua en la ciudad boliviana de Cobija.

Las fuerzas brasileñas abandonaron sus refugios y se replegaron hasta la población de Xapuro.
La batalla dejó un saldo de 57 muertos del lado brasileño, ocasionando su fuga de la barraca Bahía y evitando una mayor pérdida territorial para Bolivia.